# Нагоряны (Житомирская область)
Нагоряны (укр. Нагоряни) — село на Украине, находится в Овручском районе Житомирской области.
Код КОАТУУ — 1824287902. Население по переписи 2001 года составляет 161 человек. Почтовый индекс — 11131. Телефонный код — 4148. Занимает площадь 0,595 км².

## Адрес местного совета
11131, Житомирская область, Овручский р-н, с.Хлупляны